# Miloš Josimov
Miloš Josimov (srbskou cyrilicí Милош Јосимов; * 27. září 1984, Ruma) je srbský fotbalový obránce, který je v současnosti hráčem klubu FK Donji Srem.
Mimo Srbsko hrál na Slovensku za Slovan Bratislava.

## Klubová kariéra
Svoji fotbalovou kariéru začal v FK Radnički Beograd. Mezi jeho další angažmá patří: FK Beograd, FK Morava Ćuprija, FK Radnički Pirot, FK Železničar Beograd, FK Sloven Ruma, FK Donji Srem, FK Novi Sad a ŠK Slovan Bratislava.